# Distretto di Berehove
Il distretto di Berehove (in ucraino Берегівський район?), (in Lingua ungherese Beregszászi járás) è un distretto nell'oblast' della Transcarpazia in Ucraina. Il suo centro amministrativo è la città di Berehove. Ha una popolazione di 206 696 abitanti.
Il 18 luglio 2020, come parte della riforma amministrativa dell'Ucraina, il numero di distretti dell'oblast della Transcarpazia è stato ridotto a sei e l'area del distretto di Berehove è stata notevolmente ampliata.